# Vasile Rudiev
Vasile Rudiev (n. 1891, Popeștii de Sus, ținutul Soroca, gubernia Basarabia, Imperiul Rus – d. ?) a fost un țăran și politician moldovean, membru al Sfatului Țării al Republicii Democratice Moldovenești.

## Sfatul Țării
S-a născut în Popeștii de Sus, în nordul Basarabiei.
A fost membru al Partidului Socialist Revoluționar. În 1916 a fost mobilizat în armata rusă. În 1917 a fost ales în Adunarea Constituantă Rusă.
A fost unul din membrii Sfatului Țării care a absentat de la votul de "Unirea" Republicii democratice Moldovenești cu România în sesiunea din 27 martie 1918.
El a fost și conducătorul Congresului Țăranilor din Moldova.
Odată cu înaintarea trupelor române în Basarabia, Rudiev a devenit un adversar al intervenției române. Declarând: „Singura cale de a elibera pământul nostru drag este să-i expulzi pe români în 24 de ore, fără a le cruța viața, să fim una pentru libertatea noastră, profanată de români, obținută prin lupta și sângele fraților noștri”.  În ianuarie 1918, a fost arestat și executat de forțele de intervenție române sau a fost expulzat dincolo de Nistru de autortatile romane în anul 1918 sau a fost expulzat dincolo de Nistru de autortatile romane în anul 1918.
Conform unei relatări ulterioare a lui Vladimir Țiganko, Rudiev a fost găsit în clădirea Seminarului teologic din Chișinău, unde își avea biroul, și a fost identificat de prietenul său, Pantelimon Erhan.

## Galerie de imagini

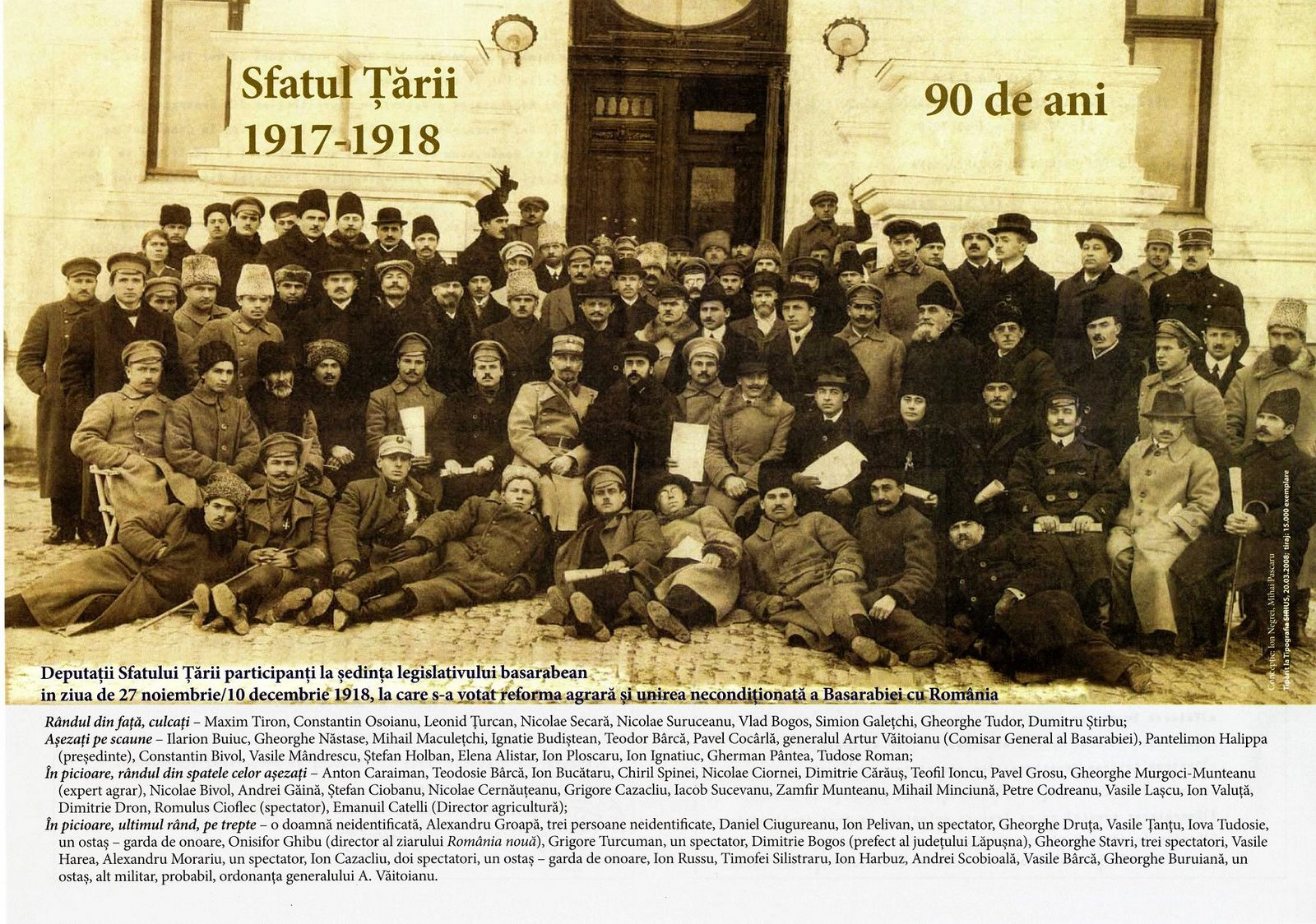
Membrii Sfatului Țării, 10 decembrie 1918.
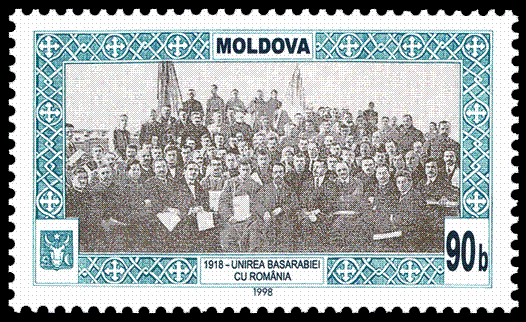
Membrii Sfatului Țării pe un timbru moldovenesc din 1998.